# Yūya Nakamura
Yūya Nakamura (jap. 中村 祐也 Nakamura Yūya; ur. 14 kwietnia 1986) – japoński piłkarz występujący na pozycji napastnika. Obecnie występuje w FC Machida Zelvia.

## Kariera klubowa
Od 2005 roku występował w klubach Urawa Reds, Shonan Bellmare i FC Machida Zelvia.